# دايسوكي ناسو
دايسوكي ناسو (那須 大亮) (ولد 10 أكتوبر 1981) هو لاعب كرة قدم ياباني، شارك في دورة الألعاب الاولمبية الصيفية عام 2004 في اليونان.

## وصلات خارجية
- دايسوكي ناسو على موقع الاتحاد الدولي (مؤرشف)  (الإنجليزية)
- دايسوكي ناسو على موقع رابطة كرة القدم اليابانية للمحترفين (اليابانية)
- دايسوكي ناسو على موقع قاعدة بيانات كرة القدم.إي يو (الإنجليزية)
- دايسوكي ناسو على موقع Soccerway.com (الإنجليزية)
- دايسوكي ناسو على موقع عالم كرة القدم.نت (الإنجليزية)
- دايسوكي ناسو على موقع أوليمبيديا (الإنجليزية)